# Félines (Haute-Loire)
Félines település Franciaországban, Haute-Loire megyében. Lakosainak száma 302 fő (2022. január 1.). Félines Beaune-sur-Arzon, Bellevue-la-Montagne, Bonneval, Chomelix, Jullianges, Monlet és Sembadel községekkel határos.

## Népesség
A település népességének változása:
| Lakosok száma | 450  | 371  | 341  | 291  | 282  | 301  | 318  | 325  | 317  | 302  |
|               | 1968 | 1982 | 1990 | 2006 | 2013 | 2015 | 2017 | 2019 | 2020 | 2022 |